# Athlītiko Sōmateio Alkī Larnakas
L'Alki Larnaca Football Club (in greco Αλκή Λάρνακα ALKI Larnakas), meglio nota come Alki Larnaka, è stata una società calcistica cipriota con sede nella città di Larnaca.

## Storia
Fu fondato il 10 aprile 1948.
Nella sua storia non ha vinto titoli (a parte i quattro campionati di Seconda Divisione), ma vanta cinque finali perse nella Coppa di Cipro nel 1967, 1970, 1976, 1977 e nel 1980, più la partecipazione alla Coppa UEFA 1979-1980, dove per altro fu eliminato al primo turno.

## Palmarès

### Club

#### Competizioni nazionali
- B' Katīgoria: 4

1959-1960, 1981-1982, 2000-2001, 2009-2010

### Altri piazzamenti
- B' Katīgoria:

Secondo posto: 1956-1957, 2006-2007
Terzo posto: 2003-2004
- Coppa di Cipro:

Finalista: 1966-1967, 1969-1970, 1975-1976, 1976-1977, 1979-1980
Semifinalista: 1962-1963

## Organico

### Rosa 2013-2014
| N. |                               | Ruolo | Calciatore           |
| -- | ----------------------------- | ----- | -------------------- |
| 4  | Portogallo (bandiera)         | C     | Sérgio Barge         |
| 5  | Portogallo (bandiera)         | D     | Santamaria           |
| 7  | Brasile (bandiera)            | D     | James Dens           |
| 8  | Spagna (bandiera)             | C     | Jonathan Aspas       |
| 9  | Portogallo (bandiera)         | A     | Bernardo Vasconcelos |
| 10 | Israele (bandiera)            | C     | Roei Beckel          |
| 11 | Spagna (bandiera)             | A     | Arnal Llibert        |
| 12 | Cipro (bandiera)              | P     | Demetris Stylianou   |
| 15 | Cipro (bandiera)              | C     | Gerasimos Fylaktou   |
| 16 | Macedonia del Nord (bandiera) | C     | Nikola Gligorov      |
| 20 | Argentina (bandiera)          | D     | Emiliano Fusco       |
| 21 | Spagna (bandiera)             | C     | Cristian Hidalgo     |

| N. |                          | Ruolo | Calciatore             |
| -- | ------------------------ | ----- | ---------------------- |
| 27 | Brasile (bandiera)       | A     | Sidnei                 |
| 33 | Cipro (bandiera)         | C     | Antōnīs Giōrgallidīs   |
| 46 | Cipro (bandiera)         | D     | Luka Mihajlović        |
| 55 | Israele (bandiera)       | D     | Nisso Kapiloto         |
| 60 | Guinea-Bissau (bandiera) | D     | Bruno Fernandes        |
| 77 | Cipro (bandiera)         | C     | Leandros Lillis        |
| 83 | Inghilterra (bandiera)   | P     | Corrin Brooks-Meade    |
| 94 | Ghana (bandiera)         | A     | Carlos Ohene           |
| 95 | Ghana (bandiera)         | C     | Yusif Rahman           |
| 96 | Senegal (bandiera)       | D     | Naby Moussa Camara     |
| 97 | Cipro (bandiera)         | D     | Stavrinos Constantinou |
| 99 | Cipro (bandiera)         | C     | Andreas Anastasiou     |